# Europese steur
De Europese steur (Acipenser sturio) is een straalvinnige vis uit de familie van de steuren (Acipenseridae).
De steur is een van de grootste Europese zoetwatervissen en kan in de natuur tot meer dan twee meter lang worden. In uitzonderlijke gevallen kan een lengte van meer dan drie meter worden bereikt. De Europese steur is gemakkelijk van andere vissen te onderscheiden door de vijf rijen beenplaten op het lichaam en het ontbreken van schubben op de huid. Vergeleken met sommige andere soorten steuren is de soort soms lastig te herkennen.
De steur leeft van kleine ongewervelden zoals wormen en kleine bodemvissen. Het is een bewoner van rivieren, de volwassen steuren trekken naar zee en komen als ze volwassen zijn terug naar de rivieren om te paaien. Mannetjes worden geslachtsrijp na ongeveer tien jaar en vrouwtjes na ongeveer veertien jaar. De volwassen steur komt vooral voor in ondiepe kustwateren. De steur kan erg oud worden, vooral de vrouwtjes. Geschat wordt dat deze een leeftijd kunnen bereiken van rond de vijftig jaar.
De Europese steur kwam vroeger in vrijwel geheel Europa voor maar is door overbevissing zeer zeldzaam geworden. Alleen in Frankrijk in de Garonne komt nog een natuurlijke populatie voor. Lange tijd was er een tweede populatie in de Georgische rivier Rioni, maar sinds 1991 is de soort hier niet meer waargenomen.
Uit het oogpunt van redundantie wordt de naam steur in dit artikel verder alleen gebruikt voor de Europese steur, tenzij anders vermeld.

## Naam en indeling
De steur wordt in veel Nederlandstalige literatuur ook wel aangeduid met simpelweg steur of gewone steur. De soort wordt daarnaast ook wel aangeduid als Atlantische steur of Oost-Atlantische steur. De naam Atlantische steur wordt echter ook gebruikt voor de soort Acipenser oxyrinchus. De officiële naam 'Europese steur' voor Acipenser sturio en de naam 'Atlantische steur' voor Acipenser oxyrinchus werden door de Nederlandse kennisorganisatie Ravon in 2019 vastgelegd in een standaardlijst voor namen van zoetwatervissen die voorkomen in Nederland en Vlaanderen. Ook in Vlaamse publicaties worden deze namen gehanteerd voor beide soorten. Ook in andere talen wordt de naam Europese steur gebruikt voor deze soort, zoals het Duitse 'Europäischer Stör', het Engelse 'European sea sturgeon' en het Franse 'Esturgeon d'Europe'.
De geslachtsnaam Acipenser is een latinisering uit het Grieks en betekent vrij vertaald vijfpuntig (akis = punt en pente = vijf). Deze naam slaat op de vijfhoekige dwarsdoorsnede van de vis die veroorzaakt wordt door de vijf rijen beenplaten. De soortaanduiding sturio is vermoedelijk afkomstig van een oud woord dat in verschillende talen werd gebruikt, zoals het Hoogduitse sturio of sturo of het Middelnederlandse store. Deze term werd waarschijnlijk gebruikt voor vissen die in de modder woelen.
De steur behoort tot de steuren (Acipenseridae), een familie van grote beenvissen. Door veel biologen wordt de familie verdeeld in twee onderfamilies; de Europese steur wordt tot de onderfamilie Acipenserinae gerekend. Acipenserinae zijn weer verder verdeeld in twee geslachten, waarvan Acipenser veruit het grootst is met zestien soorten. Het andere geslacht, Huso, omvat twee soorten. De Europese steur is van alle steuren een van de vroegst beschreven soorten en werd door Carl Linnaeus vermeld in Systema naturae uit 1758, samen met de sterlet (Acipenser ruthenus). In 1810 werd door Constantine Samuel Rafinesque-Schmaltz de wetenschappelijke naam Sturio vulgaris voorgesteld, maar deze naam wordt beschouwd als synoniem.
De Europese steur lijkt zo sterk op de Atlantische steur (Acipenser oxyrinchus) dat vaak gedacht werd dat het een en dezelfde soort betrof. Uit onderzoek in 2000 bleek echter dat beide soorten op genetisch niveau duidelijk van elkaar verschillen.

## Uiterlijke kenmerken

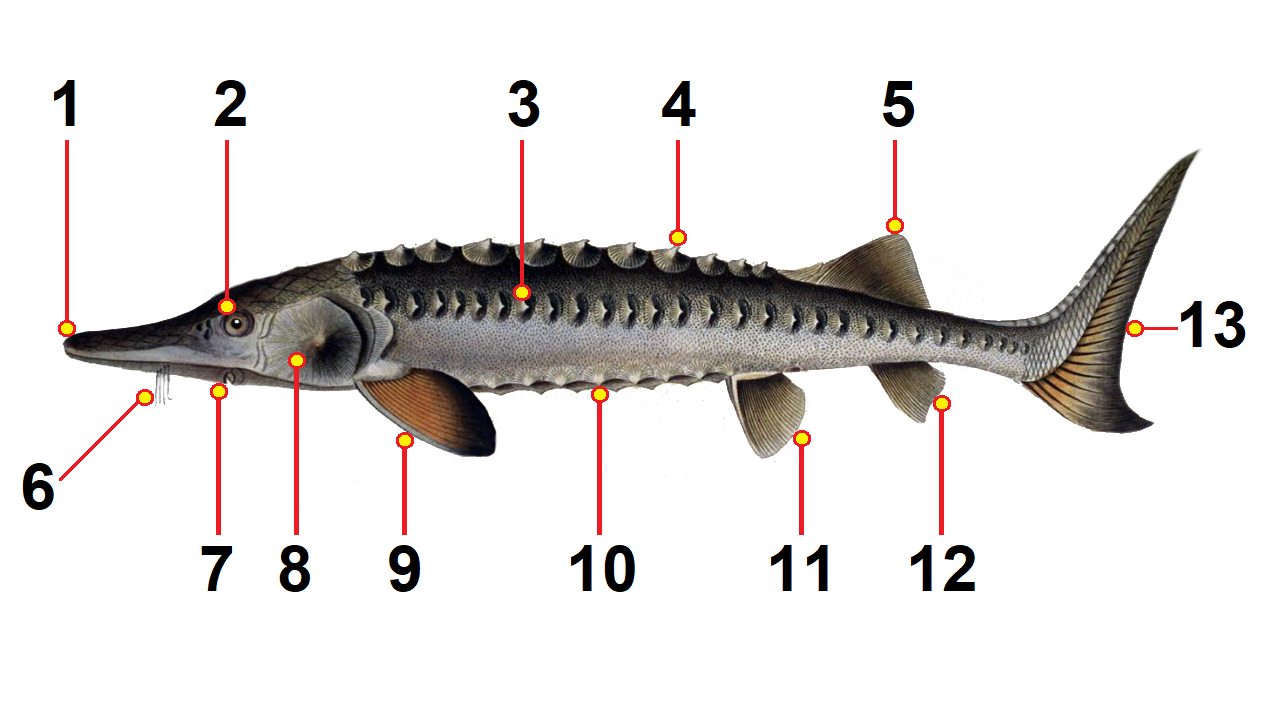
Algemene lichaamskenmerken van de Europese steur:

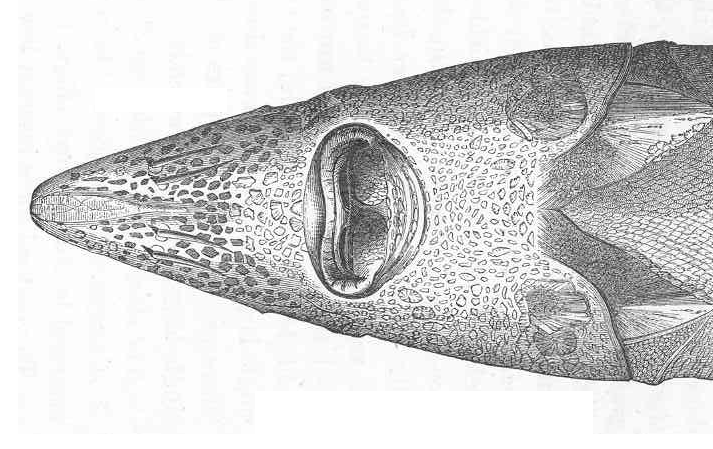
Onderzijde van de kop met de mondopening (midden) en de vier baarddraden (links van de mond)

De lichaamskleur is groenbruin tot bijna zwart aan de bovenzijde met een geelachtige glans. De flanken hebben een meer grijze kleur, de buikzijde is lichter tot wit. Er wordt soms vermeld dat de steur een totale lichaamslengte kan bereiken tot zes meter maar waarschijnlijk betreft dit een waarneming van de Belugasteur. De mannetjes worden gemiddeld 125 tot 150 centimeter lang en bereiken maximaal 2 tot 2,2 meter. De grotere vrouwtjes bereiken een lichaamslengte van maximaal 2,5 tot 3,5 meter.
De steur heeft een langwerpige kop die eindigt in een smalle snuit, de mondopening is echter aan de onderzijde van de kop gelegen. Dit wordt wel onderstandig genoemd, de mondopening is uitstulpbaar zodat prooien naar binnen kunnen worden gezogen. De mondopening beslaat ongeveer twee derde van de breedte van de kop, de mond bevat geen tanden. De onderste lip is in het midden onderbroken. Tussen de snuitpunt en de mond zijn ongeveer in het midden vier tastorgaantjes aanwezig die de baarddraden worden genoemd. Deze zijn kort en reiken niet tot de mondopening. De baardraden zijn draadvormig of filiform, ze zijn rond in doorsnede en dragen geen aanhangsels. De baarddraden van steuren zijn relatief klein, die van meervallen bijvoorbeeld worden aanmerkelijk langer en steken uit buiten de kop.
De steur heeft net als andere steuren geen schubben maar een korrelige huid die voorzien is van vijf rijen verharde beenplaten. Twee rijen zijn gelegen aan weerszijden van de buik, daarnaast is op iedere flank een rij beenplaten gelegen en de vijfde rij is gepositioneerd aan de bovenzijde van het lichaam. Hierdoor ontstaat een duidelijke pentagonale lichaamsdoorsnede. De beenplaten zijn lichter dan de lichaamskleur waardoor ze goed opvallen. Het aantal platen aan de bovenzijde varieert van negen tot zestien, aan de flanken van 24 tot 39 en aan de onderzijde van negen tot veertien.
De steur heeft net als andere vissen verschillende vinnen aan het lichaam. De vinnen van de steur bezitten geen stekels; dit zijn losstaande vinstralen die dienen om vijanden af te weren. Aan de bovenzijde van het lichaam is aan de achterzijde de rugvin gelegen, de rugvin heeft dertig tot vijftig vinstralen. Aan de onderzijde van het lichaam is net achter het kieuwdeksel de borstvin gelegen. De borstvin is op de staartvin na de grootste vin en wordt gebruikt om mee te sturen. De kieuwzeef bestaat uit vijftien tot 29 kieuwstekels. Aan de achterzijde van de buik is -iets voor de rugvin, de buikvin gepositioneerd. Achter de buikvin is de anaalvin te zien, deze heeft 22 tot 33 vinstralen. Achteraan het lichaam is de staartvin gelegen, deze is asymmetrisch en bestaat uit twee delen die de lobben worden genoemd. De bovenste lob bevat een deel van de wervelkolom en is groter dan het onderste deel. Een dergelijke configuratie van de staart vin komt ook bij haaien voor en wordt heterocerkaal genoemd.

### Onderscheid met andere soorten
De Europese steur is wat betreft uiterlijke kenmerken eenvoudig te onderscheiden van de meeste andere steuren. De sterlet (Acipenser ruthenus) blijft aanmerkelijk kleiner (tot 1,25 meter) en heeft meer dan twee keer zoveel beenplaten aan de bovenzijde van het lichaam. De kortsnuitsteur (Acipenser brevirostrum) dankt zijn naam aan de aanmerkelijk kortere snuit en de stersteur (Acipenser stellatus) heeft een opmerkelijke stekel-achtige snuit. De Russische steur (Acipenser gueldenstadti) wordt veel langer, tot vijf of zes meter, en de baarddraden zijn dichter bij de snuit dan bij de bek gepositioneerd. Bij de Siberische gladbuiksteur (Acipenser baerii) hebben de beenplaten op de huid dezelfde kleur als het lichaam. Eerder genoemde steuren worden met regelmaat die in tuincentra te koop aangeboden voor vijvers en aquaria. Vaak worden de vissen door de eigenaar na enige tijd in het open water losgelaten.
Er zijn echter ook uitzonderingen die moeilijker te onderscheiden zijn. Van de Atlantische steur (Acipenser oxyrinchus) is de Europese steur alleen te onderscheiden door DNA-analyse. Ook kan hybridisatie voorkomen waarbij verschillende soorten steuren met elkaar paaien en intermediaire kenmerken optreden. Het is dan zeer lastig te bepalen tot welke soort het dier behoort.

## Voortplanting en ontwikkeling

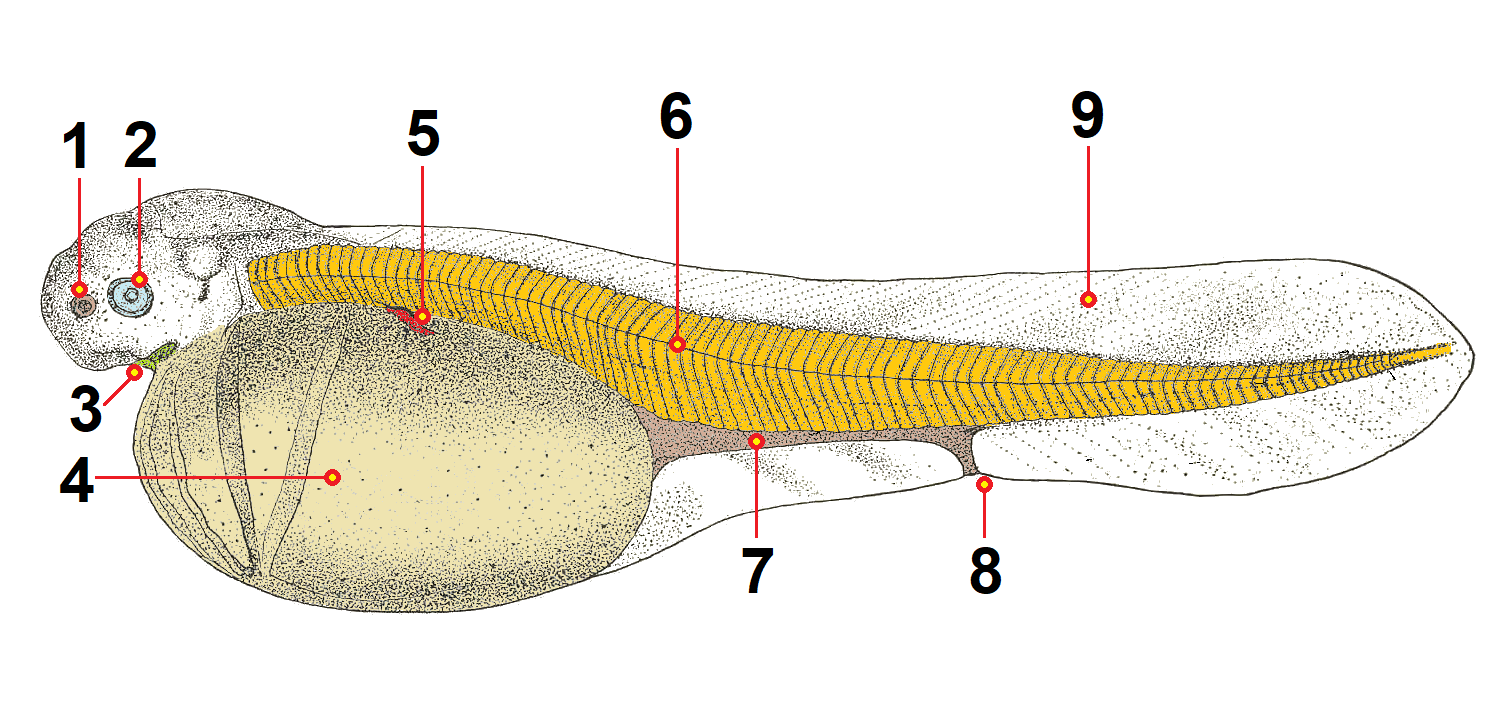
Net uit het ei geslopen larve van de steur, met de belangrijkste kenmerken. De afbeelding is ingekleurd om de verschillende lichaamsdelen beter zichtbaar te maken.

De meeste vissen leven in zoet óf in zout water maar er zijn een aantal soorten die zich voortplanten in zee maar leven in zoet water of juist andersom; dan leven ze in de zee maar moeten zich voortplanten in zoet water. De levenswijze van dergelijke soorten wordt wel aangeduid met diadroom. De steur behoort tot de tweede groep en leeft in de zee maar trekt de rivieren op om de eieren af te zetten, dit wordt wel anadroom genoemd. Het tegenovergestelde wordt met katadroom aangeduid en komt bijvoorbeeld voor bij de paling. Er zijn ook soorten steuren die hun gehele leven in rivieren blijven (potadroom).
De Europese steur volgt de rivier stroomopwaarts op een diepte van twee tot acht meter, het dier legt ongeveer tien tot vijftien kilometer per dag af. De steur kan goed springen en kan hierdoor net zoals de zalm langs stroomversnellingen geraken, de zalm is eveneens een anadrome soort.
De voortplanting vindt plaats van mei tot het einde van juni. Vrouwtjes worden geslachtsrijp op een leeftijd van rond de veertien jaar, mannetjes rond hun tiende jaar. Over het algemeen voeden ze zich niet tijdens hun trek op de rivier en paaien ze in diepe kuilen in de grindbedding van de rivier. De vrouwtjes produceren elke twee tot drie jaar eieren, sommige vrouwtjes slechts eens in de vijf jaar. Mannetjes zijn ieder jaar in staat om te paren. De vrouwtjes blijven vruchtbaar tot ze ongeveer veertig jaar oud zijn, mannetjes zijn seksueel actief tot een leeftijd van ongeveer 25 jaar.
Het paaien vindt plaats op heldere dagen, de vrouwtjes zwemmen dan vlak boven de bodem terwijl de mannetjes erg beweeglijk zijn en boven het wateroppervlak uit springen. De watertemperatuur ligt tussen de twaalf en veertien graden Celsius, een temperatuur van zestien graden of hoger is te warm. Het vrouwtje zet haar eieren af in kuilen op de rivierbodem. Alleen rivieren met een grindachtige of met stenen bezaaide bodem zijn geschikt. De eieren worden niet in één keer afgezet maar met korte tussenpozen. De grotere vrouwtjes dragen een relatief hoog percentage van het lichaamsgewicht aan eieren bij zich, na het afzetten van de eieren kan het lichaamsgewicht met een kwart tot de helft afnemen. Het aantal eieren varieert sterk en is afhankelijk van de lichaamsgrootte en leeftijd van het vrouwtje. Een vrouwtje zet per keer tussen de 200.000 en 5,7 miljoen eieren af. Direct na de afzet worden ze bevrucht door een of meerdere mannetjes, die hun sperma (hom) lozen over de eieren. De mannetjes bewaken de eieren enige tijd tegen vijanden zoals roofvissen.
De eitjes hebben een doorsnede van ongeveer twee tot drie millimeter en zijn donkerbruin of donkergrijs tot bijna zwart van kleur. Ze komen na drie dagen tot twee weken uit, afhankelijk van de watertemperatuur. Bij een hogere temperatuur ontwikkelen de embryo's zich aanmerkelijk sneller. Als de eieren uitkomen, komen de embryo's tevoorschijn, ze zijn dan voorzien van een grote dooierzak. De embryo's zijn dan ongeveer negen millimeter lang en hebben een hoge staartzoom die sterk is afgeplat. Pas als de dooier na negen tot veertien dagen is opgebruikt breekt het larvestadium aan. De larven hebben net als de embryo's nog geen beenplaten en geen baarddraden. De larven mijden licht en zoeken donkere plaatsen op. Ze groeien snel en bij een lichaamslengte van ongeveer zeven centimeter lijken ze op de ouderdieren. Ook de beenplaten zijn dan ontwikkeld, de jongen worden vanaf dat moment juvenielen genoemd. Aan het einde van het eerste jaar zijn ze ongeveer elf tot 21 centimeter lang.
De jonge dieren verdragen nog geen hoog zoutgehalte en kunnen slecht tegen schommelingen in de saliniteit. Na twee jaar trekken de jonge steuren stroomafwaarts en na drie tot vier jaar zijn ze bestand tegen het zoutgehalte van de volle zee en trekken de laatste steuren naar de zee. Ze worden dan subadulten genoemd. Ook op zee blijven jonge en volwassen steuren op ondiep water vlak bij de kust.
Over de voortplanting van steuren bestaat nogal wat controverse, maar het is aannemelijk dat veel steuren in krekensystemen in de benedenloop van de rivier hebben gepaaid. Er werden echter ook steuren gezien die in de Rijn tot aan Bazel zwommen. Waarschijnlijk is er sprake geweest van subpopulaties met verschillende voortplantingsstrategieën, net zoals bij de zalm.
De leeftijdsbepaling van de steur is lastig omdat de meeste vissen goed op leeftijd kunnen gebracht door de jaarringen van de schubben te tellen. Bij de steur ontbreken deze juist en moet de leeftijd worden vastgesteld aan de hand van het aantal lagen in de vinstralen van de borstvinnen. Deze methode is niet zo nauwkeurig en met name bij oudere dieren wordt de leeftijd onderschat.
Het oudst in de literatuur beschreven exemplaar werd 48 jaar oud en er zijn vermeldingen van een exemplaar dat vijftig of zelfs 100 jaar oud is geworden. Het is echter onduidelijk waar deze gegevens vandaan komen.

## Voedsel

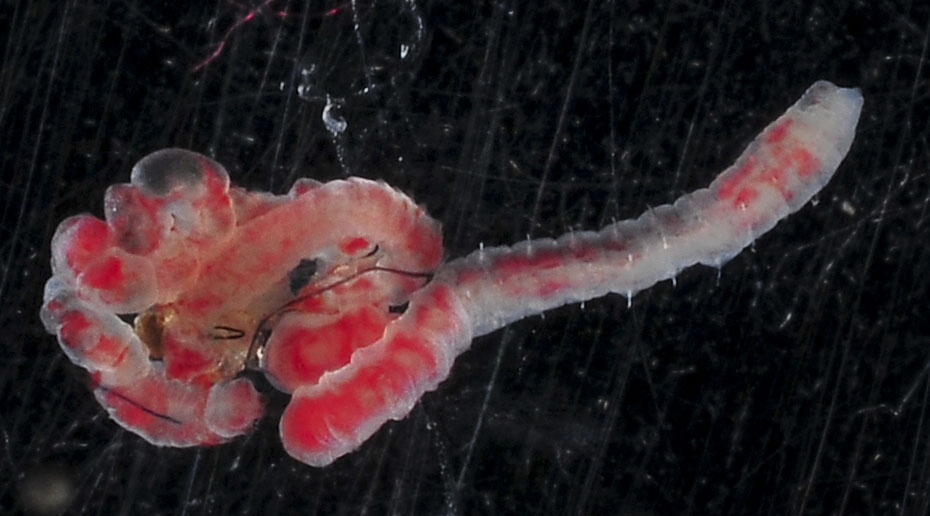
De borstelworm Heteromastus filiformis is een belangrijk stapelvoedsel van de jonge steuren.

Van de larven is bekend dat ze leven van kleine zoetwaterorganismen, zoals algen en watervlooien. Juveniele dieren eten nog voornamelijk wormen en kleine kreeftachtigen, wanneer ze groter worden schakelen ze over op andere prooien.
Uit onderzoek in de Gironde is gebleken dat de jonge steuren voornamelijk leven van vlokreeften (Amphipoda) zoals de soorten Bathyporeia pelagica, het wadkreeftje (Corophium volutator) en soorten uit het geslacht Gammarus. Daarnaast worden pissebedden (Isopoda) gegeten zoals de lijnpissebed (Cyathura carinata) en soorten uit het geslacht Syntidotea, en aasgarnaaltjes. Ook verschillende kreeftachtigen (Decapoda) worden buitgemaakt zoals de strandkrab (Carcinus maenas) en de gewone garnaal (Crangon crangon). Het overgrote deel van het menu bestaat uit borstelwormen (Polychaeta), voornamelijk de soort Heteromastus filiformis maar ook soorten uit de geslachten Nereis en Polydora.
Volwassen steuren die in zee leven eten naast kreeftachtigen, wormen en weekdieren zoals slakken en tweekleppigen voornamelijk op de bodem levende vissen. Voorbeelden van bekende prooien zijn grondels, haringachtigen en ansjovis.

## Verspreidingsgebied
Oorspronkelijk kwam de steur in alle grote rivieren van Europa voor, inclusief delen van westelijk Azië en de gehele Europese kuststreek. Tot in de Kaspische Zee kwamen populaties voor. In het overgrote deel van het historische verspreidingsgebied is de steur echter uitgestorven.

### Historische verspreiding
De steur kwam oorspronkelijk voor in geheel Europa, van het noorden van westelijk Rusland via Scandinavië tot in zuidelijk IJsland en de gehele kust van Groot-Brittannië en Ierland. Ook de gehele Botnische Golf, Finse Golf, Golf van Riga, de Oostzee en via het Kattegat en Skagerrak tot in de Noordzee. In verschillende grote meren was de soort te vinden, zoals het Ladogameer en het Onegameer, evenals de Zwarte en de Kaspische Zee. Het zuidelijke deel van het areaal besloeg delen van noordelijk Afrika, de kust van Spanje via Italië en Griekenland tot de kust van westelijk Turkije in de Middellandse Zee.
Van een aantal landen is bekend wat er is gebeurd met het laatst gevonden exemplaar van de Europese steur. In de Zwarte Zee werd het laatste exemplaar gevangen door vissers, het dier werd echter herkend door biologen. Zij wilden de vis levend naar een dierentuin brengen maar de steur werd door een politieagent 'in beslag genomen' en eindigde op de barbecue. In Spanje werd de steur nooit meer gezien nadat een restauranteigenaar in 1992 een vis aan zijn gasten serveerde. De laatste Duitse steur werd in de Noordzee gevangen in 1993 en werd illegaal op de vismarkt aangeboden. Deze steur werd opgegeten in de kantine van een Duits ministerie.

### In Nederland en België

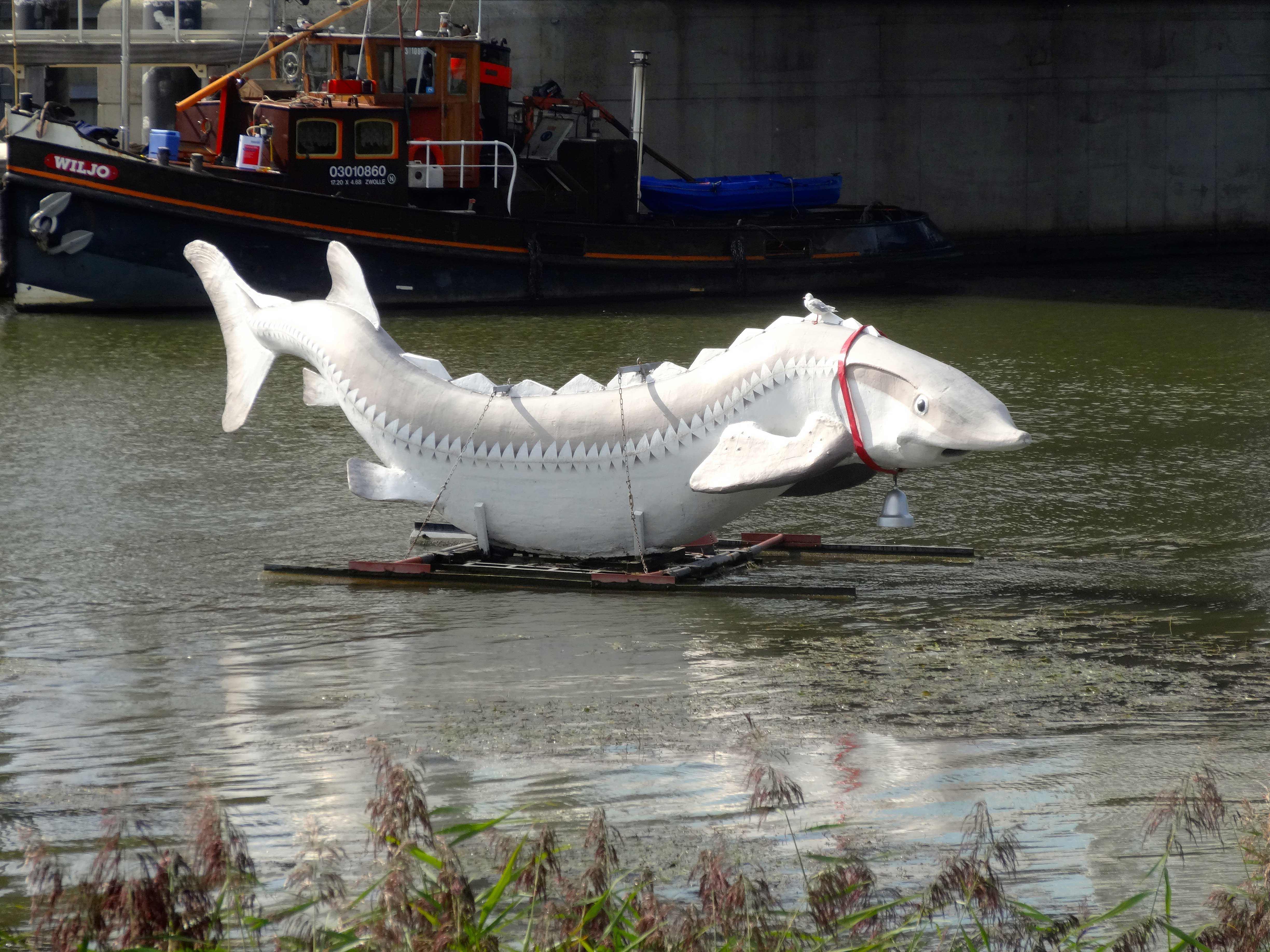
Kamper steur

De laatste steuren In Nederland kwamen voor en plantten zich voort in de IJsseldelta bij Kampen en in de Biesbosch. Voor de vorming van de Biesbosch in 1642 werd de steur al zeldzaam, doordat het oorspronkelijke krekensysteem van de Nederlandse rivierdelta al was verdwenen door de bedijkingen. Na de Sint-Elisabethsvloed was er weer een geschikte biotoop ontstaan en werd de steur weer regelmatig gevangen.
In het verleden werden steuren in Nederland onder andere in het voorjaar en zomer gevangen in de IJsselmond, het Hollands Diep, het Haringvliet en Nationaal Park De Biesbosch. De inwoners van Kampen werden vroeger 'steurkoppen' genoemd. Rond de steden Dordrecht en Geertruidenberg kwam de steur vroeger zeer talrijk voor. Volgens de overlevering werden in het jaar 1749 maar liefst 8999 exemplaren gevangen en is een beloning uitgeloofd voor degene die het negenduizendste dier wist te vangen. Bewijs voor deze aantallen is er niet, maar Geertruidenberg heeft hieraan waarschijnlijk wel zijn bijnaam 'steurstad' te danken. Een steur die bij Kampen was gevangen speelt een hoofdrol in een van de Kamper volksverhalen.
Rond 1900 waren er in Nederland nog zo'n 3000 steuren in de rivieren. In 1953 is de laatste Nederlandse steur in de Waal bij Tiel gevangen. In mei 2012 is de steur geherintroduceerd in Nederland. De van een zender voorziene jonge steuren zwommen via de Nieuwe Waterweg naar zee. Deze route is voor de vissen echter gevaarlijk en ongunstig, wat door onderzoekers als een reden werd gezien om de Haringvlietdam die voor steuren en andere vissen een belangrijke route is naar de gastvrijere Zeeuwse wateren op een kier te houden.
In België werd de steur teruggevonden in het Maas- en Scheldebekken. In het Scheldebekken werd steur waargenomen in Gent, Lokeren en ergens op de Hene. In de Maas kwam de steur tot bij Luik voor.

### Huidige verspreiding
Momenteel zijn er enkel nog populaties te vinden in het Gironde-Garonne-Dordogne-bekken in Frankrijk. De populatie uit de Gironde werd in 1960 geschat op ongeveer duizend exemplaren. De huidige populatie wordt geschat op 20 tot 715 exemplaren. Ter vergelijking; het aantal reuzenpanda's wordt geschat op vijfhonderd tot duizend. Volwassen dieren kunnen op zee over een groter gebied voorkomen: individuen van de Girondepopulatie worden teruggevonden in Golf van Biskaje en de Noordzee.
In een voormalige populatie in de Rionirivier in Georgië zijn sinds 1991 geen exemplaren meer waargenomen. Ondanks herhaaldelijke zoektochten en het vermoeden van enkele biologen dat er mogelijk nog enkele honderden exemplaren voorkomen wordt de steur hier beschouwd als uitgestorven.

## Bedreiging en bescherming

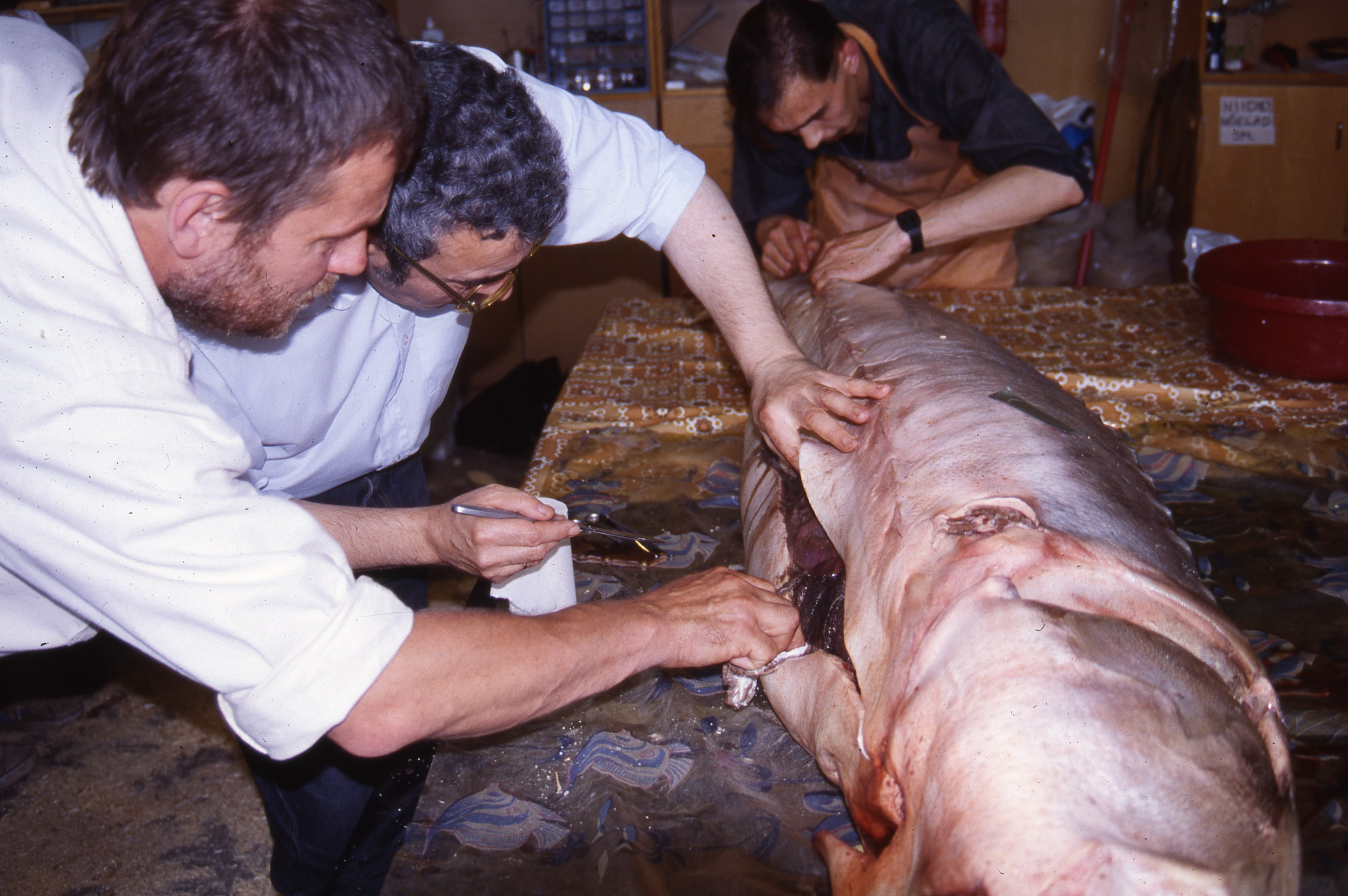
Een exemplaar wordt opengemaakt om de eieren te bemachtigen.

In vrijwel het gehele oorspronkelijke leefgebied is de vis uitgestorven door het afdammen van en het aanleggen van sluizen en stuwen in rivieren, het verlies van de habitat, het vangen van de vis voor het vlees of de eieren (kaviaar) en vervuiling door onder andere mijnbouw.
In 1975 werd de steur opgenomen in bijlage 2 van het CITES-verdrag. Dit is een internationale overeenkomst over de handel in dieren en planten. In 1983 werd de status verzwaard tot bijlage 1.

### Herintroductie
In 2012 en in 2015 zijn er steuren uitgezet in Nederland met als doel de vis te herintroduceren in Nederlandse wateren. De uitgezette vissen waren daarna snel niet meer te volgen omdat ze op zee zijn, ze zullen echter naar Nederland terugkeren wanneer ze paairijp zijn. In 2020 is er onderzoek gedaan naar de voedselvoorziening in Nederlandse wateren en of deze toereikend is voor jonge steuren. Daaruit bleek een grote variatie aan prooidieren beschikbaar te zijn.
De steur is ook geherintroduceerd in Frankrijk en Duitsland. In Frankrijk is de steur terug uitgezet in de Gironde-Garonne ter versterking van de huidige restpopulatie. In Frankrijk is een kweekprogramma voor steur opgestart in 1981. Volwassen migrerende individuen werden gevangen en men liet ze in gevangenschap paaien. Tussen 1981 en 2006 hebben vijf zulke pogingen plaatsgevonden, waarvan enkel de laatste, die van 1995, voor larven zorgde. Deze werden terug uitgezet in de Garonne. Begin jaren 90 probeerde men een kunstmatige broedpopulatie in gevangenschap te houden. Deze bestaat uit vissen uit de kunstmatige voortplanting en vissen uit het wild gevangen. In 2007 heeft er een eerste kunstmatige voortplanting plaatsgevonden van deze dieren. In Duitsland heeft men ook een kweekpopulatie, waarvan de nakomelingen worden heruitgezet in de rivieren die uitmonden in de Noordzee, zoals de Elbe, de Rijn en de Oste.